# Стульнев, Алексей Павлович
Алексе́й Па́влович Сту́льнев (7 июня 1990, Павловск, Воронежская область) — российский бобслеист-пилот, призёр юниорского чемпионата мира.

## Спортивная карьера
| Соревнование/Сезон           | Дисциплина        | 2009/10 | 2010/11 | 2011/12 | 2012/13 | 2013/14 | 2014/15 |
| ---------------------------- | ----------------- | ------- | ------- | ------- | ------- | ------- | ------- |
| Чемпионат мира               | Двойки            |         |         |         | DSQ     |         | 11      |
| Чемпионат мира               | Четвёрки          |         |         |         |         |         | 11      |
| Чемпионат мира               | Смешанные команды |         |         |         | 9       |         | 10      |
| Чемпионат мира среди юниоров | Двойки            | 5       | 5       | 7       | 2       | 8       |         |
| Чемпионат мира среди юниоров | Четвёрки          | 5       | 6       | DSQ     | 8       | 9       |         |

На чемпионате мира 2013 года в Санкт-Морице Алексей Стульнев со своим партнёром Алексеем Воеводой произвели спуск на бобе экипажа Касьянова. В итоге оба экипажа были дисквалифицированы.
На этапах Кубка мира лучший результат в сезоне 2014/2015 года — 6 место.

## Личная жизнь
Женат на российской бобслеистке Ольге Стульневой (Фёдоровой).